# Леонард, Роберт (режиссёр)
Ро́берт Зи́глер Леона́рд (англ. Robert Zigler Leonard; 7 октября 1889 года, Чикаго, Иллинойс — 27 августа 1968 года, Беверли-Хиллз, Калифорния) — американский режиссёр, актёр, продюсер и сценарист.

## Биография
Родился в Чикаго, штат Иллинойс. Был женат на звезде немого кино Мэй Мюррей.
Был номинирован на премию «Оскар» за лучшую режиссуру к фильмам «Развод» и «Великий Зигфелд». Оба также были номинированы на лучший фильм, а второй выиграл. Один из самых заметных его фильмов — триллер в стиле нуар «Взятка» 1949 года.
Роберт Леонард умер в 1968 году в Беверли-Хиллз, штат Калифорния и был похоронен на кладбище Форест-Лаун.
За свой вклад в киноиндустрию, удостоился звезды на Аллее славы в Голливуде.

## Избранная фильмография

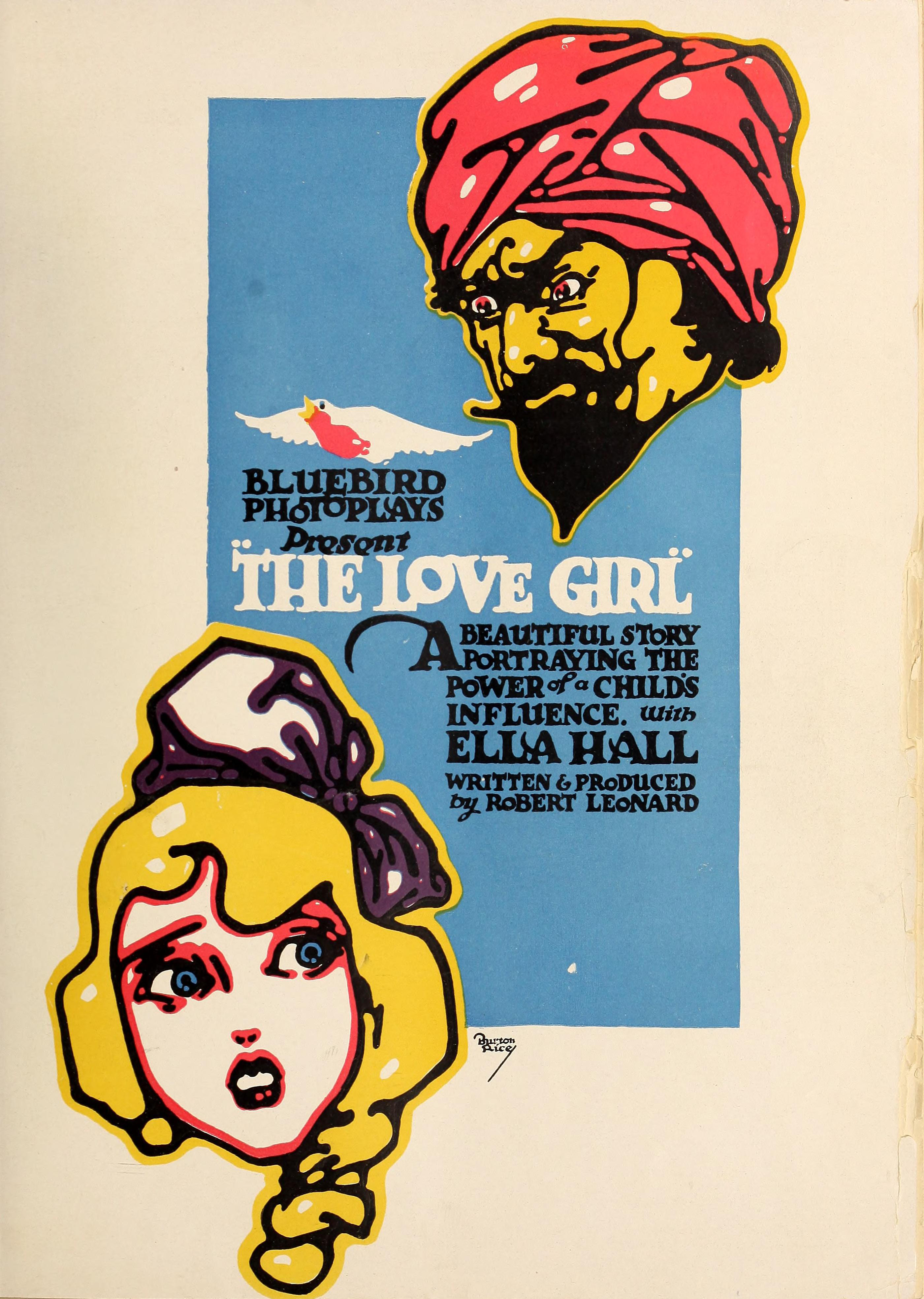
The Love Girl (1916)

- 1913 — Морской ёж / The Sea Urchin
- 1913 — Игрок на свирели по имени Шон / Shon the Piper
- 1914 — The Master Key
- 1915 — Судья Нот / Judge Not; or The Woman of Mona Diggings
- 1916 — Секретная любовь / Secret Love
- 1918 — Пробуждение невесты / The Bride’s Awakening
- 1918 — / Danger, Go Slow
- 1919 — Мираж любви / The Miracle of Love
- 1921 — / Heedless Moths
- 1925 — / Bright Lights
- 1927 — Небольшое путешествие / A Little Journey
- 1928 — / The Cardboard Lover
- 1929 — Марианна (немой фильм и музыкальная версия)
- 1930 — Развод / The Divorcee
- 1931 — Сюзан Ленокс / Susan Lenox
- 1933 — Танцующая леди / Dancing Lady
- 1935 — После работы / After Office Hours
- 1935 — Эскапада / Escapade
- 1936 — Джим с Пикадилли
- 1936 — Великий Зигфелд / The Great Ziegfeld
- 1937 — Майские дни / Maytime
- 1938 — Девушка Золотого Запада
- 1940 — Новолуние
- 1940 — Гордость и предубеждение / Pride & Prejudice
- 1941 — Девушки Зигфелда / Ziegfeld Girl
- 1945 — Уик-энд в Уолдорфе / Week-End in Waldorf
- 1948 — Дочь Б. Ф. / B.F.'s Daughter
- 1949 — Старым добрым летом
- 1950 — Герцогиня Айдахо
- 1949 — Взятка
- 1954 — Её двенадцать мужчин
- 1955 — Самая красивая женщина в мире
- 1957 — Келли и я